# Distretto di Olkusz
Il distretto di Olkusz (in polacco powiat olkuski) è un distretto polacco appartenente al voivodato della Piccola Polonia.

## Geografia antropica

### Suddivisioni amministrative
Il distretto comprende 6 comuni.
- Comuni urbani: Bukowno
- Comuni urbano-rurali: Olkusz, Wolbrom
- Comuni rurali: Bolesław, Klucze, Trzyciąż